# Котоко (королевство)
Королевство Котоко было африканской монархией на территории современного северного Камеруна и Нигерии, а также на юго-западе Чада. Его жители и их современные потомки известны как народ Котоко.
Возвышение Котоко совпало с упадком цивилизации Сао на севере Камеруна. Царь возглавил зарождающееся государство, которое ассимилировало несколько меньших королевств. Среди них были Кусери, Логоне-Бирни, Макари и Мара. К середине 15 века Котоко распространился на части современного северного Камеруна и Нигерии, а также на юго-запад Чада. Логоне-Бирни стала самым влиятельным из королевств Котоко.
Империя Канем на этапе становления ввела северный Котоко в сферу своего влияния. Благодаря действиям миссионеров и завоевателей большая часть северного Котоко обратилась в ислам к XIX веку. В том же столетии Котоко был полностью включен в Империю Борну, и ислам продолжал распространяться. Правители Борну разделили территорию на северную и южную половины, что позволило Логоне-Бирни на юге сохранить некоторую степень автономии под своим верховным вождем. Логоне-Бирни был разделен на провинции, возглавляемые вождями.
Котоко, вместе с остальной частью Борну, был разделён между европейскими державами во время колониального завоевания Африки. В наше время между котоко и арабами-шоа возник конфликт.